# Obchodní centrum Sunčani breg

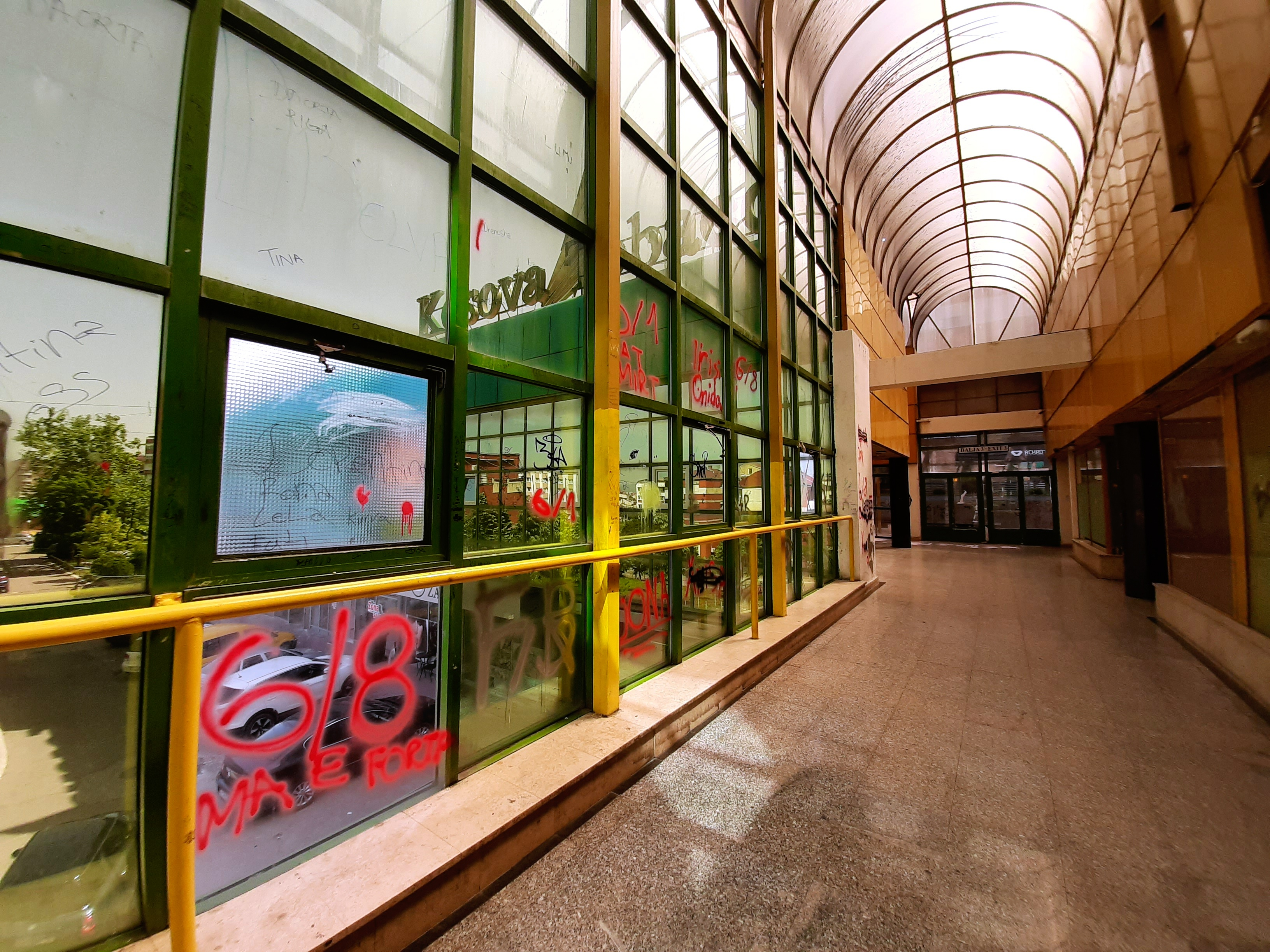
Interiér stavby

Obchodní centrum Sunčani breg (albánsky Qendra tregtare Bregu i Diellit, srbsky Trgovački centar Sunčan breg) je název pro nákupní komplex, který se nachází v hlavním městě Kosova, Prištině. Stojí ve stejnojmenné místní části na jihovýchodě města. Stojí na ulici Hyzi Talla a z východní strany přiléhá k bloku domů.

## Historie
Populační boom Prištiny v 80. letech 20. století si vyžádal výstavbu řady sídlišť, obdobných jako tomu bylo v celé tehdejší Jugoslávii, ale i ve východní Evropě. Sídliště Sunčan breg, které se stalo největším oblastní metropole Kosova, potřebovalo mít své přirozené obchodní centrum. 
V roce 1987 byla vypsána architektonická soutěž na obchodní centrum, které mělo být součástí balíku občanské vybavenosti (v téže době se budovaly i školky, poliklinika, školy apod.). Obchodní centrum mělo zahrnovat, stejně jako tomu bylo v tehdejší Jugoslávii, nejen nákupní prostory, ale i zařízení pro sport a rekreaci. Vzhledem k tomu, že Kosovo bylo vnímáno jako dlouhodobě nerozvinutá oblast tehdejší jugoslávské federace, definovalo zadání výstavbu vskutku reprezentativního objektu, který by překonal objektivně měřitelné potřeby daného sídliště. Ve veřejné soutěži zvítězili o dva roky později architekti Sali Spahiu a Hamdi Binaku (oba dva Kosovští Albánci), kteří porazili řadu dalších týmů z celé bývalé Jugoslávie. Objekt vyprojektoval Úřad pro urbanistiku a projektování v Prištině.
Možnosti rozsáhlého objektu byly diktovány svažitým terénem, kterému se museli oba tvůrci přizpůsobit. Zvítězil high-tech přístup s prosklenou fasádou a půlkruhovými prvky a prosklenými částmi střechy. Inspirovali se již starší budovou Kosovofilmu, která vznikla na počátku 80. let 20. století, stejně jako regionálními trendy u řady obdobných objektů (např. SPENS).[zdroj?] Koridory s prosklenými střechami a centrální atrium toto dokládají. Navštívili rovněž pařížské Forum des Halles, a některé jeho prvky zaintegrovali do vlastního návrhu.
Svažitý terén umožnil vznik různých teras, balkonů a říms a výškovou separaci dle druhů dopravy. Hmota celého objektu byla rozčleněna do několika částí tak, aby každá z nich byla posazena na odpovídající výšku.
Turbulentní události v Kosovu přelomu 80. a 90. let ovlivnily výstavbu i podobu projektu. Albánští architekti reagovali na tuto situaci bojkotem, na základě čehož bylo obchodní centrum přepracováno a přímo během výstavby se začalo přetvářet způsobem odlišným, než jak Sahiu vyprojektoval. Místo původní okrové barvy fasády byla zvolena modrá. Policie následně vydala zákaz architektovi vstupovat do blízkosti staveniště. Kvůli krizi (přesněji nedostatku stavebního materiálu z důvodu sankcí) a nakonec válce zůstal objekt dlouho nedokončený a otevřen byl až v roce 2001.
V prvních dekádách 21. století se na objektu podepsal zub času, prostory chátrají, leč jsou využívány k svému původnímu účelu (do značné míry). Nachází se zde také kanceláře, které jsou pronajímány.